# Старушкин, Василий Семёнович
Василий Семёнович Старушкин (1930 год, село Благодарное) — тракторист колхоза «Красный партизан» Урджарского района Семипалатинской области, Казахская ССР. Герой Социалистического Труда (1967).
Родился в 1930 году в крестьянской семье в селе Благодарное. С 1945 года трудился рабочим в колхозе «Красный партизан» Урджарского района. После окончания курсов механизаторов работал трактористом в этом же колхозе.
Одним из первых в Урджарском районе сел за руль дождевальной установки ДДА-100, на которой оросил около 1046 гектаров посевных полей, в результате чего значительно увеличилась урожайность зерновых. В 1966 году собрал в среднем по 11,8 центнеров зерновых с каждого гектара вместо запланированных 9 центнеров. За достигнутые успехи в увеличении производства и заготовок зерна в 1966 году удостоен звания Героя Социалистического Труда указом Президиума Верховного Совета СССР от 19 апреля 1967 года с вручением ордена Ленина и золотой медали «Серп и Молот».